# Nathaniel Crosby
Nathaniel Patrick Crosby (ur. 29 października 1961 w Hillsborough) – amerykański golfista, syn amerykańskiego piosenkarza i aktora Binga Crosby'ego i jego żony Kathryn Grant.

## Najbliższa rodzina
- Bing Crosby (ojciec)
- Kathryn Grant Crosby (matka)
- Harry Crosby (brat)
- Mary Crosby (siostra)
- Gary Crosby (przyrodni brat)
- Phillip Crosby (przyrodni brat)
- Dennis Crosby (przyrodni brat)
- Lindsay Crosby (przyrodni brat)
- Larry Crosby (wujek)
- Bob Crosby (wujek)